# ワーズギア
ワーズギア（Words Gear）は、ワーズギア株式会社が2006年12月に発売した電子書籍リーダーである。2004年2月に発売されたシグマブック（ΣBook）の後継機に当たる。

## 沿革
端末の発売に先駆けて、松下電器産業、東京放送（TBS）、角川グループの角川モバイルの3社により、電子書籍事業の新会社「ワーズギア株式会社」が2006年10月2日に設立された。資本金は2億3750万円で、出資比率は、松下が49.9％、角川モバイルが42.1％、TBSが8.0％である。
ワーズギアは2006年10月3日 - 10月7日にかけて幕張メッセで開催されたCEATEC JAPAN 2006で参考展示され、12月20日に発売されることが発表された。
2008年3月に生産を終了。初年度の出荷台数は1万台を見込んでいたが、約2400台しか売れなかったという。PC向け電子書籍配信サービス「ΣBookJp」および「最強☆読書生活（PC版）」も同年9月30日に終了することが発表された。
ワーズギア株式会社はその後、角川モバイルの子会社となり、2009年10月1日、角川モバイルは株式会社ムービーゲート、 株式会社角川インキュベーションと合併し角川コンテンツゲートとなり、2011年1月1日、ワーズギア株式会社は角川コンテンツゲートに吸収合併された。

## 仕様
ディスプレイは5.6インチ、1024×600ドット（211ppi）のカラーTFT液晶を採用した。操作はグリップ部にあるタッチセンサーを用いる。電子書籍は「最強☆読書生活」というサイトで配信されWindows PCでアクセスし、SDメモリーカードへ転送する形をとった。著作権保護機能としてSD-ePublishに対応。ファームウェアのアップデートによりXMDF、.book、txt形式のファイルにも対応した。